# Jo March
Josephine "Jo" March è la protagonista del romanzo Piccole donne scritto da Louisa May Alcott e pubblicato nel 1868.

## Caratterizzazione
Jo è la seconda delle quattro sorelle March. Descritta come una giovane donna temperante e ribelle, nega il tradizionale ruolo femminile, infrangendo le convenzioni sociali dell'epoca. Di Laurie invidia l'opportunità di poter studiare a Harvard e la libertà che ha in generale come uomo, e inizia ad avere grandi ambizioni come scrittrice. Secondo Greta Gerwig, che ha diretto l'adattamento cinematografico del 2019, "Jo è una ragazza con un nome maschile, che vuole scrivere e ha molte cose diverse da ciò con cui veniamo identificate".
In linea con questa caratterizzazione, inizialmente è contraria all'idea del matrimonio: rifiuta la proposta di Laurie ed è contraria a quello di sua sorella Meg. All'inizio l'idea della Alcott era di finire il romanzo facendola rimanere una donna single con grandi capacità letterarie, anche perché l'autrice stessa non si fidanzò per tutta la vita. Tuttavia, a causa delle preoccupazioni sulle vendite del libro del suo editore, alla fine ha deciso di farla sposare con il professor Bhaer, un personaggio che lei riteneva non romantico. Pur avendo ottenuto la pubblicazione di alcuni racconti e di un romanzo basati sulla storia della sua famiglia, alla fine Jo trascura le sue passioni letterarie ed apre una scuola nel palazzo che eredita da sua zia, che gestisce assieme al marito.

## Adattamenti cinematografici

Jo March interpretata da Saoirse Ronan nel film Piccole donne

Nella prima versione cinematografica il ruolo di Jo è stato interpretato dall'attrice Dorothy Bernard. Nella seconda versione del 1933, fu l'attrice Katharine Hepburn ad impersonare Jo (e ad oggi è ancora la performance più acclamata tra gli adattamenti). In quella del 1949 fu June Allyson a dar vita a Jo, mentre nel 1994 è stata interpretata da Winona Ryder, che è stata la prima a guadagnarsi una nomination all'Oscar per il ruolo. Nell'adattamento cinematografico del 2019 è stata interpretata da Saoirse Ronan: anche lei ha ricevuto una candidatura all'Oscar come migliore attrice.

## Nella cultura di massa
Jo March è una delle personalità femminili più popolari nella letteratura americana. Si è classificata nella lista dei migliori personaggi femminili della letteratura di Ranker. Con l’adattamento cinematografico del 2019, la Gerwig ha dato al personaggio di Jo una prospettiva più femminista, aggiungendo anche un breve discorso sulle donne assente nel libro ma che potrebbe essere visto come un omaggio alla Alcott: questa scelta è stata accolta calorosamente dal grande pubblico e buona parte della critica, che hanno lodato la modernizzazione del racconto, ma ha diviso quella letteraria.